# Liège-Bastogne-Liège 1929
La 19e édition de Liège-Bastogne-Liège a eu lieu le 9 mai 1929 et a été remportée par le Belge Alfons Schepers. C'est la première victoire de ce coureur à la Doyenne.
Un groupe de cinq hommes se présente à l'arrivée de cette dix-neuvième édition de la Doyenne. Alfons Schepers remporte le sprint devant ses compatriotes Gustave Hombroeckx et Maurice Raes. 32 coureurs étaient au départ et 20 à l'arrivée. Cette édition est la dernière réservée aux coureurs indépendants. Dès 1930, la course accueille les cyclistes professionnels.

## Classement
| n° | Coureur            | Équipe | Temps           |
| -- | ------------------ | ------ | --------------- |
| 1  | Alfons Schepers    | -      | 8 h 45 min 25 s |
| 2  | Gustave Hombroeckx | -      | m.t.            |
| 3  | Maurice Raes       | -      | m.t.            |
| 4  | Constant Struyven  | -      | m.t.            |
| 5  | Camille Degraeve   | -      | m.t.            |
| 6  | Georges Laloup     | -      | à 1 min 57 s    |
| 7  | Marcel Houyoux     | -      | m.t.            |
| 8  | Albert Herman      | -      | m.t.            |
| 9  | Prosper Delobelle  | -      | m.t.            |
| 10 | Henri Lepine       | -      | m.t.            |